# 1862 na Suécia

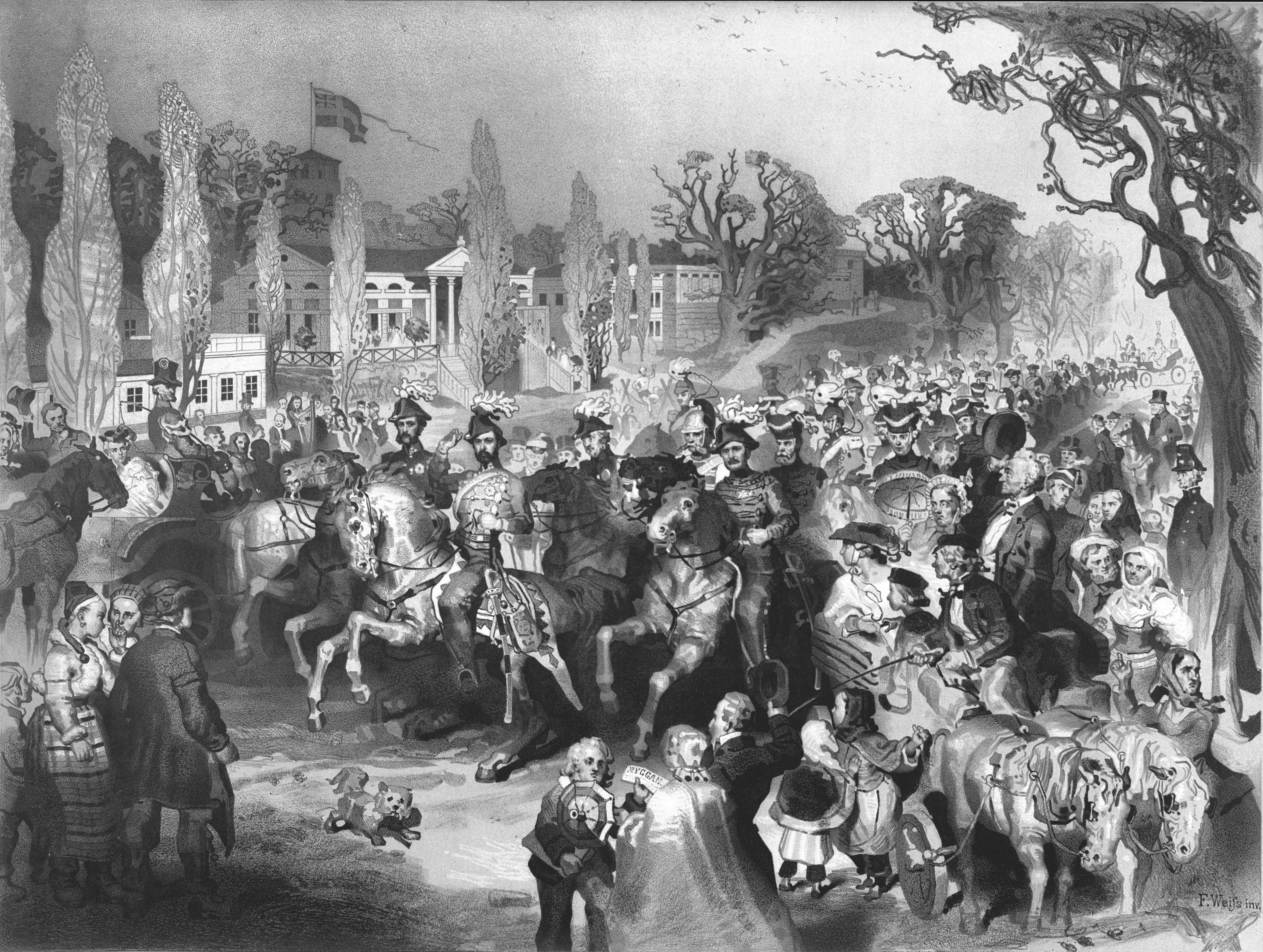

Eventos que ocorreram em 1862 na Suécia

## Monarcas
- Monarca – Carlos XV

## Eventos
- 18 de junho - A liberalização da economia sueca é completada pela lei do comercio livre de 1864; todos os monopólios e privilégios das guildas foram abolidos e todas as formas de troca, artesanatos, industrias e outros negócios foram liberalizados e permitidos a prática livre em todas as cidades para todos os cidadãos independente de gênero ou idade.[1]
- Rudberg publica uma revisão de sua planta da cidade de Estocolmo. Uma nova reforma administrativa entra em vigor.[2]
- Mulheres (não casadas, divorciadas e viúvas) na maioridade penal e que pagam impostos têm o direito de votar nas eleições municipais garantido, tornando a Suécia o primeiro país do mundo a legalizar o voto feminino.[3]
- A Rainha Louise e a Princesa Louise fazem aulas de natação para Nancy Edberg, tornando natação socialmente aceita para mulheres.[4]
- O seminário teológico Johannelunds Teologiska Högskola é fundado em Uppsala.
- Peggy Hård é contratada como atendente em um banco de Estocolmo, se tornando pioneira na profissão.

## Nascimentos

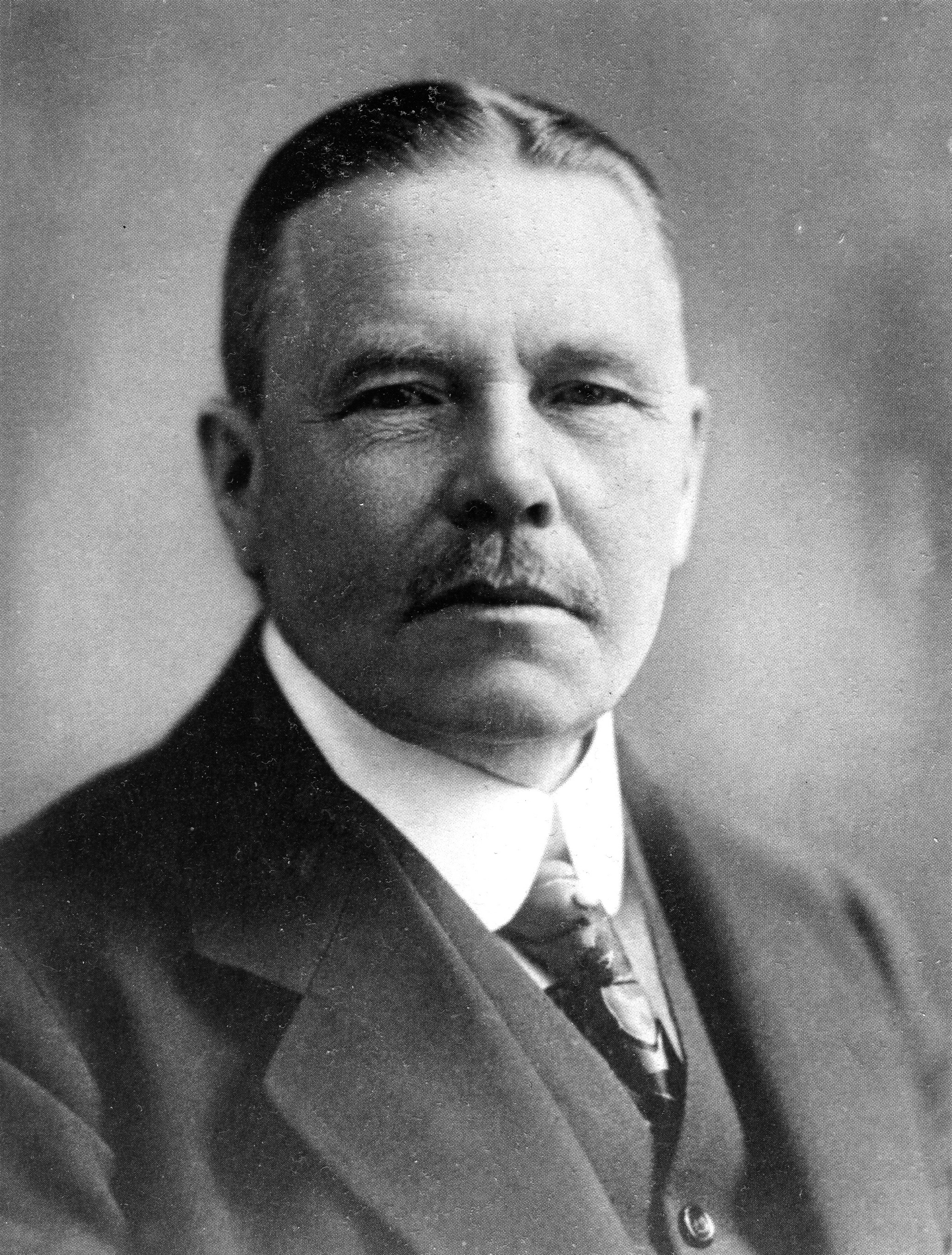
Arvid Lindman, 12º Primeiro Ministro da Suécia.

- 4 de fevereiro - Hjalmar Hammarskjöld, politico (m. 1953)
- 1 de abril - Carl Charlier, astrônomo (m. 1934)
- 8 de maio - Emilie Rathou, ativista (m. 1948)
- 17 de julho - Oscar Levertin, poeta, crítico e historiador (m. 1938)[5]
- 19 de setembro - Arvid Lindman, contra-almirante, empresário e político conservador (m. 1936)
- 24 de setembro - Olof Bergqvist, bispo (m. 1940)
- 26 de outubro - Hilma af Klint, pintora (m. 1944)
- 22 de outubro - Alexandra Skolgund, ativista do direito das mulheres e politica (m. 1938)

## Mortes

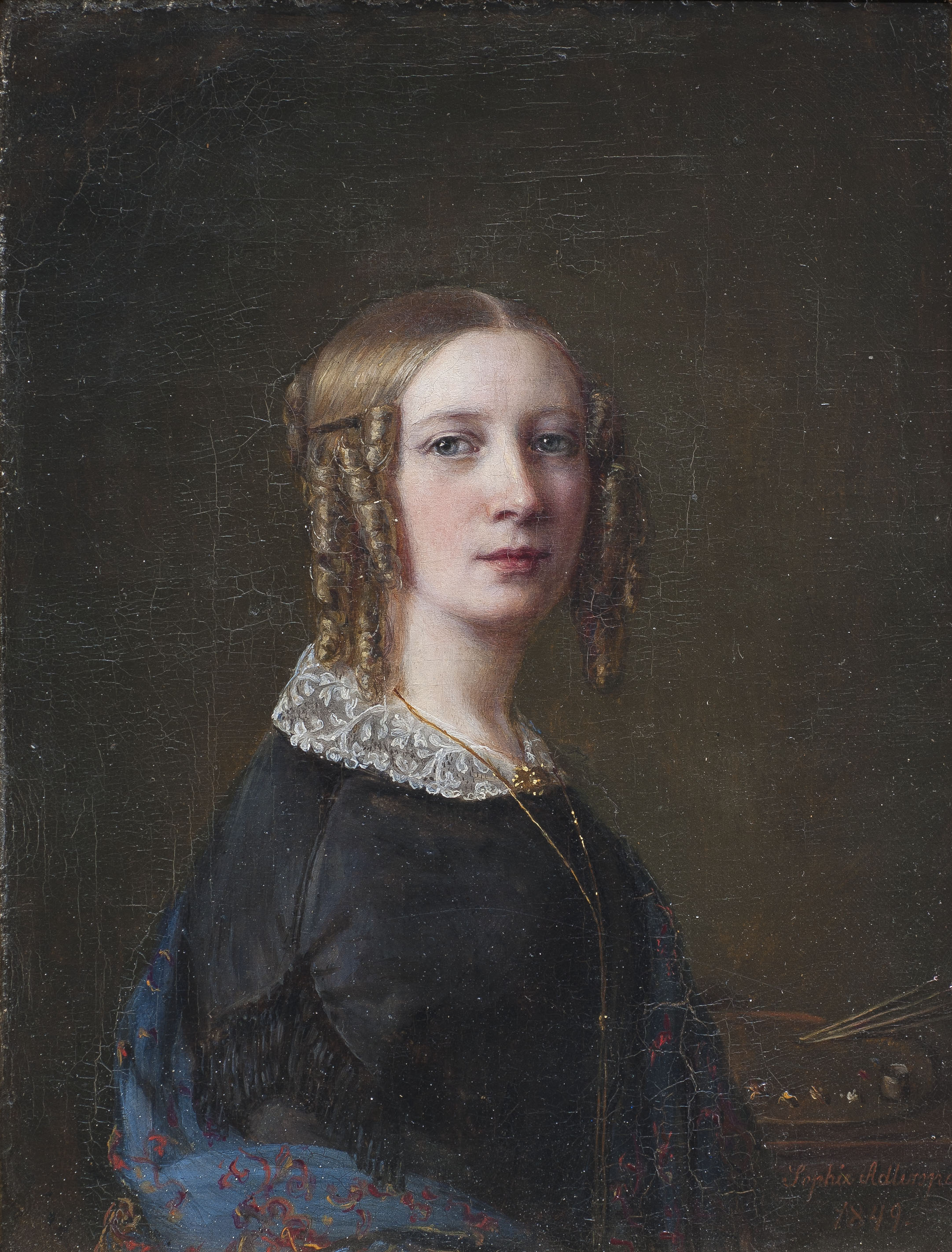
Autorretrato, Sofia Adlersparre.

- 23 de março – Sofia Adlersparre, pintora (nascida em 1808 )
- 21 de abril – Charlotta Eriksson, atriz (nascida em 1794)
- 6 de setembro – Gustaf Erik Pasch, inventor e químico (nascido em 1788)
- - Charlotta Arfwedson, condessa politicamente ativa e artista (nascida em 1776)